# Dapanji
El dapanji es un plato popular en Xinjiang (China).

## Descripción
Suele incluir pollo, cebolla, ajo, pimiento verde, pimiento chile, patata, comino molido, pimienta de Sichuan molida, aceita, salsa de soja y cerveza.
El pollo se corta en trozos de tamaño adecuado para comerlos (generalmente sin deshuesar), se saltea con especias y verdura cortada gruesa, y se cuece a fuego lento en cerveza, lo que da un plato sabroso y picante parecido a un estofado. Suele servirse con latiaozi (fideos estirados a mano) o lamian, y se comparte con familiares y amigos de forma comunal.
Otras versiones proponen servirlo sobre naan (馕包大盘鸡／肉）, un pan básico ampliamente consumido en Xinjiang, que suele servirse asado en restaurantes. Con la salsa, el pan se vuelve muy blando y húmedo, proporcionando una textura peculiar.

## Historia
Según la leyenda, este plato fue inventado por los dueños de restaurantes en las carreteras para atender a choferes de camiones que llegaban intempestivamente.
- Datos: Q985580
- Multimedia: Dapanji / Q985580